# Jan Králík (hudební publicista)
Jan Králík (* 21. března 1947 Toušeň) je český hudební publicista, profesí lingvista a matematik. Je také kronikářem středočeské obce Lázně Toušeň.

## Život a dílo
V letech 1965–1970 studoval na Matematicko-fyzikální fakultě Univerzity Karlovy (MFF UK) obory statistika, pravděpodobnost a ekonomie a v roce 1983 zde získal titul RNDr. V letech 1972–1974 studoval na Filozofické fakultě UK obor obecná jazykověda a v roce 1994 získal vědeckou hodnost kandidáta věd (CSc.). V hudbě se vzdělával na Hudební škole Jana Zacha v Čelákovicích u Prahy (klavír a hudební nauka, v letech 1956–1960), soukromě studoval také zpěv u tenoristy Josefa Otakara Masáka (1970–1972) a sopranistky Nadi Kejřové (1972–1983). V Divadelním ústavu v Praze absolvoval v letech 1977–1979 postgraduální studium v oboru hudební kritika.
V roce 1970 krátce působil na gymnáziu v Brandýse nad Labem, v letech 1970–1994 byl odborným a vědeckým pracovníkem Ústavu pro jazyk český Akademie věd ČR, od roku 1994 je členem vědecké rady tohoto ústavu. Od roku 1993 také spolupracuje s Ústavem Českého národního korpusu Filozofické fakulty Univerzity Karlovy. Působil a působí v orgánech řady českých hudebních organizací (Hudební mládež, Mladá Smetanova Litomyšl, Mezinárodní pěvecká soutěž Antonína Dvořáka, Český spolek pro komorní hudbu a další).
Publicisticky se zabývá především českou operou a hudebními dějinami Brandýska a Mladoboleslavska. významné jsou jeho práce o pěvkyních Emě Destinnové a Jarmile Novotné, redakčně zpracoval paměti pěvkyně Soni Červené. Jeho texty vycházely od roku 1971 v několika českých listech, řadu let psal pro časopis Hudební rozhledy, spolupracoval s Československým rozhlasem (od roku 1972) a Československou televizí (od roku 1973). V 80. letech připravil několik LP desek klasické hudby pro Supraphon, v dramaturgické činnosti pro různé vydavatele pokračoval i v 90. letech. Za přípravu vydání kompletu kompaktních disků The Complete Destinn (1995) obdržel Cenu německé gramofonové kritiky. Psal také texty do programových brožur různých festivalů vážné hudby.